# Vesterålen

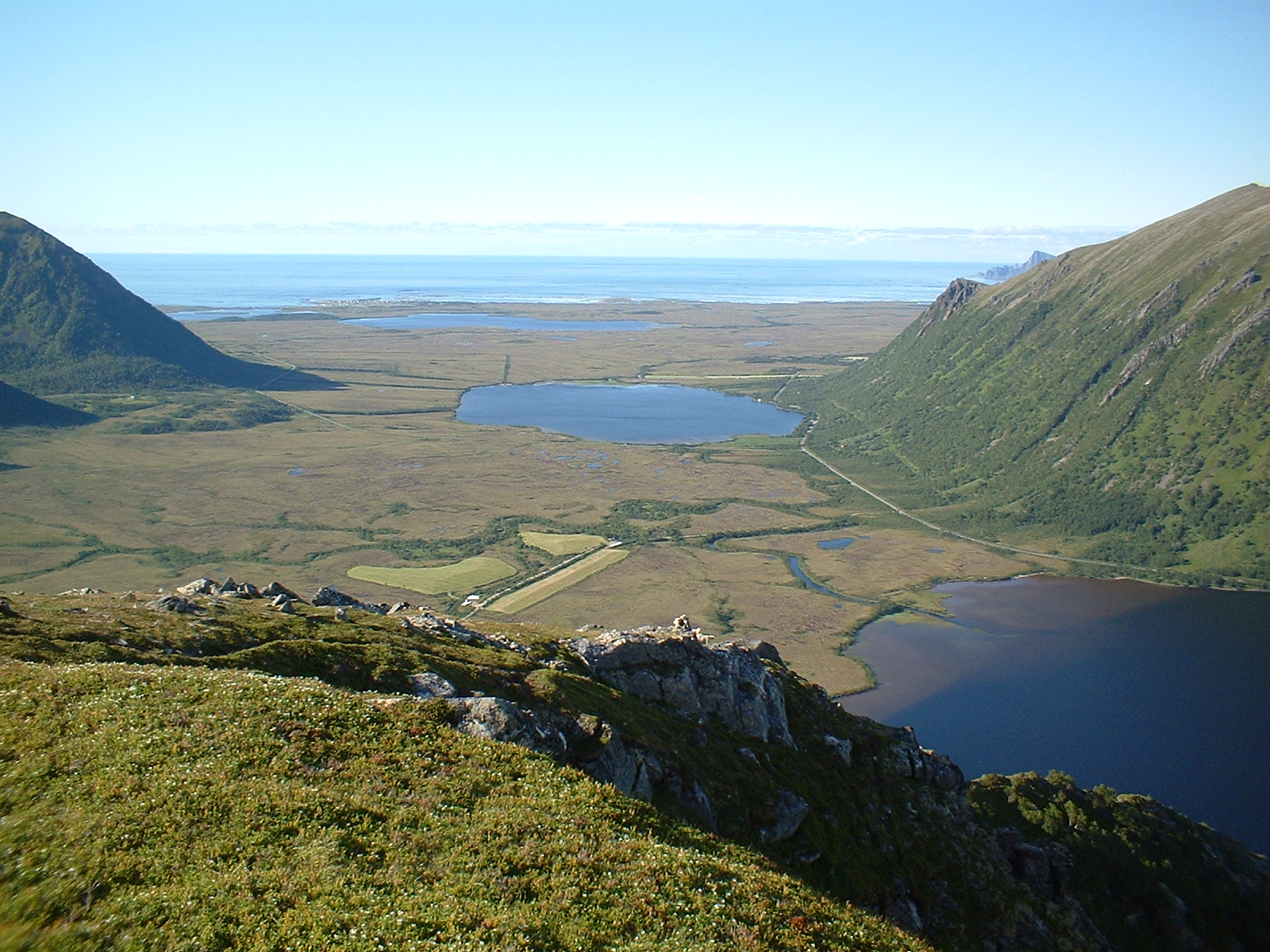
Paysage des îles Vesterålen : Andøya.

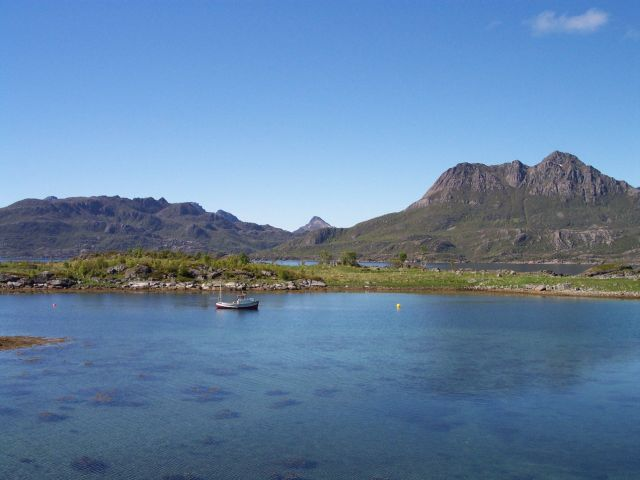
Eidsfjorden (Vesterålen).

Les îles Vesterålen sont un archipel norvégien dans le comté de Nordland, au nord des îles Lofoten.

## Description
Elles comprennent les communes d'Andøy, Bø, Hadsel, Sortland et Øksnes.
L'archipel, situé en mer de Norvège, est composé de plusieurs grandes îles : Langøya, Andøya, Hadseløya, Skogsøya, Gisløya et la partie orientale de Hinnøya. Il y a de nombreuses plus petites îles, comme Dyrøya, Litløya, Anden,...
Des sites archéologiques démontrent une centralisation des noyaux de richesse et de pouvoir dès le VIe siècle.
La population des îles Vesterålen se monte au 1er janvier 2020 à 30 437 personnes (Statistisk sentralbyrå). La ville la plus importante est Sortland, mais l'hôpital régional se trouve à proximité de Stokmarknes (commune de Hadsel).

## Transports
Les îles Vesterålen sont reliées au continent par la route à partir de Narvik sur la côte norvégienne, les îles étant reliées entre elles et à la côte par des ponts.
Un ferry permet de rejoindre les Vesterålen (localité de Melbu) depuis la partie nord-est des Lofoten (localité de Fiskebøl), en environ 30 minutes.
L'« express côtier » ou Hurtigruten fait plusieurs haltes dans les îles Vesterålen (Stokmarknes, Sortland, Risøyhamn).
Il y a deux aéroports régionaux à Stokmarknes (pour les petits appareils uniquement), et Andenes. 
L'armée de l'air norvégienne a basé sa patrouille maritime aérienne de P-3 Orion à Andøya (Andøya Air Station).
Les garde-côtes norvégiens possèdent leur base la plus septentrionale à Sortland (Kystvaktskvadron Nord).